# 滝澤史
滝澤 史（たきざわ ふみ、1999年1月8日 - ）は、日本の女優。長野県出身。元スターダストプロモーション所属。

## 出演

### 映画
- どろろ（2007年1月27日、東宝） - 七つの子 役
- 包帯クラブ（2007年9月15日、東映） - リスキ（幼少期） 役
- shoelace（2010年3月13日 - 17日、自主映画）[1]
- ペルセポネーの泪（2021年11月26日、信越放送、源田企画） - 若い母親 役

### テレビドラマ
- TBS開局55周年ドラマ「涙そうそう」（2006年、TBS）
- 90th Anniversary カルピスドラマスペシャル 「今を生きる祖母」（2007年、Bs-i） - 茉梨花（幼少期） 役
- 砂時計（2007年、TBS） - 水瀬千衣 役
- 東京少女山下リオ第1話「初恋ダッシュ。」（2008年、Bs-i） - リオ（幼少期） 役
- 女子大生会計士の事件簿（2008年、Bs-i）
- 新撰組 PEACE MAKER（2010年、TBS） - 沙夜 役
- 鈴木先生 第7話（2011年、テレビ東京） - 丸山康子 役
- Piece 第2話（2012年10月13日、日本テレビ）
- ホリック〜xxxHOLiC〜 第4話（2013年、WOWOW） - コトネ 役

### テレビバラエティ
- 歴史迷宮からの脱出 リアル脱出ゲーム×テレビ東京 超難問謎地獄からの脱出（2020年9月23日、テレビ東京） - MC[2]

### CM
- 東京電力（2007年3月 - 2008年3月）
- Panasonic「VIERA」（2007年10月 - 2008年3月）
- 長野県農協直販「信州黄金たまご」（2009年4月 - 6月）

### その他
- ナルミヤ・インターナショナル「DAISY LOVERS KIDS 2006 S&S」
- 駿台フロンティアJr 広告モデル（2012年）